# Letca Nouă (gmina)
Letca Nouă – gmina w Rumunii, w okręgu Giurgiu. Obejmuje miejscowości Letca Nouă, Letca Veche i Milcovățu. W 2011 roku liczyła 3817 mieszkańców. 